# Marhecké rybníky
Marhecké rybníky este o arie protejată (arie specială de conservare — SAC, sit de importanță comunitară — SCI) din Slovacia întinsă pe o suprafață de 57,48 ha, integral pe uscat.

## Localizare
Centrul sitului Marhecké rybníky este situat la coordonatele 48°24′34″N 17°01′49″E / 48.409493°N 17.030288°E.

## Înființare
Situl Marhecké rybníky a fost declarat sit de importanță comunitară în aprilie 2004 pentru a proteja 25 de specii de animale. Situl a fost protejat și ca arie specială de conservare în martie 2004.

## Biodiversitate
Situată în ecoregiunea panonică, aria protejată conține 3 habitate naturale: Lacuri eutrofice naturale cu vegetație de tip Magnopotamion sau Hydrocharition, Păduri panonice cu Quercus petraea și Carpinus betulus, Cursuri de apă de la nivel de câmpie la nivel montan, cu vegetație Ranunculion fluitantis și Callitricho-Batrachion.
La baza desemnării sitului se află mai multe specii protejate:
- păsări (19): lăcar mare (Acrocephalus arundinaceus), gâscă cenușie (Anser anser), stârc roșu (Ardea purpurea), rață-cu-cap-castaniu (Aythya ferina), rața moțată (Aythya fuligula), chirighiță neagră (Chlidonias niger), erete vânăt (Circus cyaneus), lebădă de vară (Cygnus olor), egretă albă (Egretta alba), presură de stuf (Emberiza schoeniclus), lișiță (Fulica atra), ciocârlan (Galerida cristata), becațină comună (Gallinago gallinago), Locustella naevia, codobatura galbenă (Motacilla flava), corcodel mare (Podiceps cristatus), guguștiuc (Streptopelia decaocto), corcodel mic (Tachybaptus ruficollis), fluierar negru (Tringa erythropus)
- mamifere (3): liliac cârn (Barbastella barbastellus), castor (Castor fiber), liliac comun (Myotis myotis)
- nevertebrate (3): Cucujus cinnaberinus, Euplagia quadripunctaria, gândacul de apă (Rhysodes sulcatus)

Pe lângă speciile protejate, pe teritoriul sitului au mai fost identificate 2 specii de plante, 7 specii de amfibieni, 8 specii de mamifere, 20 de specii de nevertebrate.